# Abraxas honei
Abraxas honei là một loài bướm đêm trong họ Geometridae.